# كوريفة
الكوريفة (الاسم العلمي: Corypha) هو جنس نباتي يتبع فصيلة الفوفلية من رتبة الفوفليات.

## أنواع
- الكوريفة الغابية
- الكوريفة المظلية
- الكوريفة اللوكومتية
- الكوريفة النخلية
- الكوريفة الجلكاء
- كوريفة طويلة الجذع
- كوريفة صغيرة التفرع